# 17 Again
17 Again är en komedifilm från 2009 i regi av Burr Steers efter filmmanus av Jason Filardi. I huvudrollerna syns Matthew Perry och Zac Efron. Filmen hade biopremiär 17 april 2009 i både USA och Sverige och släpptes på DVD 9 september 2009 i Sverige. Filmen är barntillåten.

## Handling
Mike, 37, är inte nöjd med livet. Han har jobbat 18 år på samma arbetsplats utan att befordras, han är nyskild och han har knappt någon kontakt med sina barn. Livet har inte riktigt blivit som han tänkt sig. Annat var det i high school då Mike var stjärnan i basketlaget och killen som fick dejta skolans snyggaste tjejer. 
En sen kväll när Mike är på väg hem i regnet ser han vaktmästaren från high school stå vid räcket på en bro. När han stannar bilen försvinner mannen och i sin iver att finna honom trillar Mike över räcket. Han vaknar upp nästa dag hos sin kompis Ned, och upptäcker att han inte längre är sig själv. Han har förvandlats till en gänglig 17-åring igen.

## Tagline
- Vem sa att man bara är ung en gång?
- Engelska: Who said you're only young once?

## Rollista (i urval)
- Zac Efron - Mike O'Donnell (tonåring)
- Matthew Perry - Mike O'Donnell (vuxen)
- Thomas Lennon - Ned Gold (vuxen)
- Leslie Mann - Scarlett O'Donnell (vuxen)
- Tyler Steelman - Ned Gold (tonåring)
- Allison Miller - Scarlett (tonåring)
- Michelle Trachtenberg - Maggie O'Donnell
- Sterling Knight - Alex O'Donnell
- Melora Hardin - Rektor Jane Masterson
- Hunter Parrish - Stan
- Nicole Sullivan - Naomi
- Jim Gaffigan - Tränare Murphy
- Brian Doyle-Murray - Vaktmästaren
- Josie Loren - Nicole